# НИИ «Аргон»

Логотип АО «НИЦЭВТ»

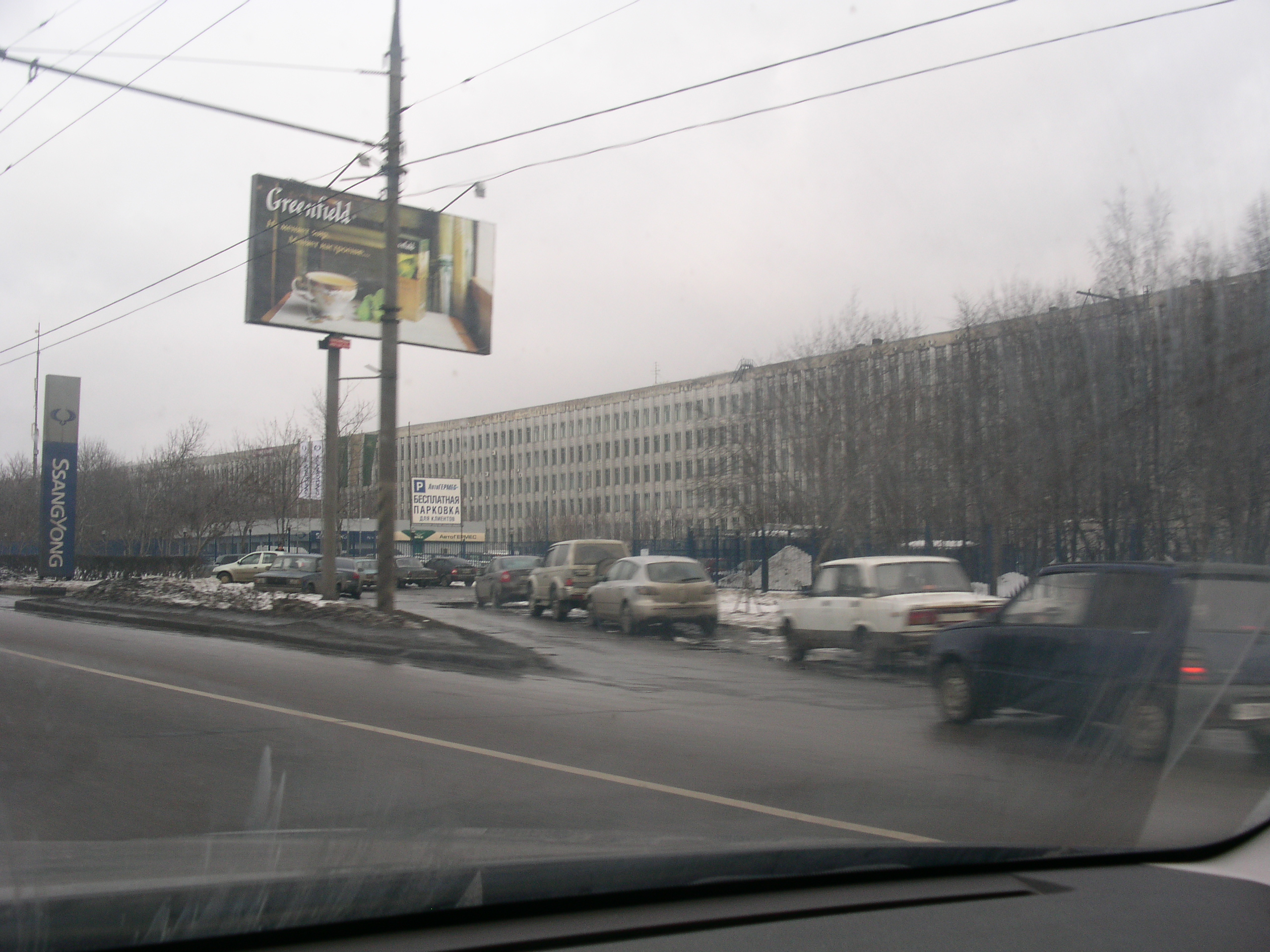
Здание АО «НИИ „Аргон“» и АО «НИЦЭВТ» (так называемая «Дуга») — самое длинное в Москве, находится в районе Чертаново — расстояние между 2 крайними точками дуги — 735,8 метра

АО "НИИ «АРГОН» — одно из ведущих научно-производственных предприятий России, специализирующихся на создании высоконадежных компактных вычислительных средств для жестких условий эксплуатации.
Институт выполняет работы по всему жизненному циклу создаваемой продукции:
- прикладные исследования;
- опытно-конструкторские разработки;
- изготовление опытных образцов и малых серий;
- сопровождение в процессе эксплуатации.

Из-за вторжения России на Украину НИИ находится под санкциями всех стран Евросоюза, США, Канады, Японии и других стран.

## Историческая справка
Коллектив АО «Научно-исследовательский институт «Аргон» в декабре 2018 года отметил свое 70-летие. СКБ 248 – НИЭМ – НИЦЭВТ – НИИ «Аргон» - вехи развития предприятия. От первых ламповых ЭВМ до современных бортовых вычислительных комплексов на СБИС – пять поколений вычислительной техники, каждое из которых - яркая глава в исторической летописи института.
Обеспечение паритета нашей страны в области бортовой вычислительной техники, во многом определяющей тактико-технические характеристики систем вооружения, с ведущими мировыми державами – основная задача, которую коллектив института выполняет, начиная с 1964 года.
Автоматизированные системы управления ПВО страны, мобильные системы управления войсковыми соединениями, системы управления движением и аппаратурой пилотируемых и транспортных космических кораблей, орбитальных пилотируемых и посещаемых космических станций, космических спутников, авиационных комплексов противолодочной обороны, мобильные разведывательно-ударные комплексы, мобильные комплексы тактических и баллистических ракет, мобильные зенитно-ракетные комплексы, противоракеты дальнего перехвата, авиационные комплексы радиолокационного дозора и наведения, воздушные командные пункты, системы управления вооружением истребительной и штурмовой авиации, стационарные и корабельные системы управления воздушным движением, системы предупреждения о ракетном нападении, пункты коммутации сообщений систем управления вооруженными силами, авиационные и мобильные системы радиоэлектронного противодействия – далеко не полный перечень систем и объектов, которые оснащены бортовыми вычислительными машинами комплекса БЦВМ «Аргон».
Девять заводов радиопромышленности обеспечивали серийное производство изделий разработки института. Филиалы НИИ «Аргон» в Кишиневе и Владивостоке успешно выполняли часть заданий московского коллектива.
Разразившийся в начале 90-х годов общий кризис экономики страны стал для коллектива института трудным периодом испытаний. В условиях ограниченного финансирования новых разработок резко упала численность предприятия. Практически прекратили свое существование филиалы. Ряд подразделений института вынуждены были переключиться на конверсионную тематику.
НИИ «Аргон», претерпев существенные потери, сумел сохранить основной научно-технический потенциал, традиции и школу разработки бортовой техники. Созданные НИИ «Аргон» за последнее десятилетие средства бортовой вычислительной техники нашли применение в российских модулях Международной космической станции, телекоммуникационных спутниках нового поколения серии «Ямал», современных авиационных и мобильных связных терминалах.
НИИ «Аргон» - постоянный участник международных выставок и научно-технических конференций «Авиакосмические технологии и оборудование» (АКТО) в г. Казань. Награжден дипломами Правительства Татарстана Первой степени и Гран-при в номинации «За разработку высоконадежных бортовых вычислительных средств для аэрокосмических систем».
Завершено проектирование и освоено производство многофункционального межвидового бортового комплекса вычислительных средств для нового поколения  авиационных командных пунктов. В институте развернут комплекс НИОКР по перспективным разработкам средств бортовой вычислительной техники по технологии «система на кристалле».
За разработку и внедрение СБИС «система на кристалле» НИИ «Аргон» в конкурсе «Золотой Чип» награжден Дипломом за 1-е место в номинации «За вклад в развитие российской электроники».
Основными задачами коллектива и сегодня являются: постоянный поиск идей и решений, создание изделий с предельно возможными характеристиками.

## Продукция
— Встраиваемые вычислительные модули для авиационных терминалов связи АТ-2 (изделие КВСМ) и АТ-21 (изделие ВСТС-А).
— Унифицированная бортовая цифровая вычислительная машина для космических аппаратов ЦВМ40 (ЦВМ40.1).
— Бортовые вычислительные средства для комплексов средств автоматизации и связи воздушных пунктов управления

## Санкции
1 апреля 2022 года, из-за вторжения России на Украину, НИИ включено в санкционный список США. 2 августа 2022 года предприятие включено в санкционный список Канады против «причастных к бессмысленному кровопролитию, совершенному президентом России Владимиром Путиным, включая ужасающие события в Буче». По аналогичным основаниям НИИ находится под санкциями всех стран Евросоюза, Швейцарии, Украины и Японии.

## Структура
Производственно-технологический сегмент предприятия включает в себя 23 участка. В рамках технического перевооружения производственных мощностей АО "НИИ «Аргон» довело долю современного основного и вспомогательного технологического оборудования до уровня 83 %. Средний возраст применяемого технологического оборудования — 5-6 лет.
За время работы по бортовой тематике в институте сформировался уникальный коллектив высококвалифицированных специалистов, возникла собственная научная школа. Высокого уровня достигла культура разработки, подготовки к производству и сопровождения изделий в эксплуатации. В настоящее время институт обладает коллективом высококвалифицированных, опытных специалистов, ведущих разработку и изготовление высокоинтеллектуальных электронных изделий.
АО "НИИ «АРГОН» имеет следующую структуру подчиненности:
— ГОСКОРПОРАЦИИ «РОСТЕХ»;
— АО Холдинговая компания «Росэлектроника»;
— АО "Концерн радиостроения «Вега».
Расположены в Москве: (Варшавское шоссе, 125).